# Journal of Religion and Popular Culture
Il Journal of Religion and Popular Culture è una rivista accademica triennale "peer reviewed" online canadese. Creata nel 2002, viene stampata e diffusa dalla University of Toronto Press. I direttori sono Scott Daniel Dunbar, docente alla Monash University, e Jennifer E. Porter, professore assistente al Memorial University of Newfoundland. Peculiarità di tutti gli articoli di questo periodico è la continua ricerca di una connessione tra la religione e la cultura popolare

## Abstract e indicizzazione
La rivista è scritta ed indicizzata in:
- ATLA Religion Database[2]
- EBSCO
- MLA International Bibliography
- ProQuest database
- Scopus[3]